# Kritika manželství

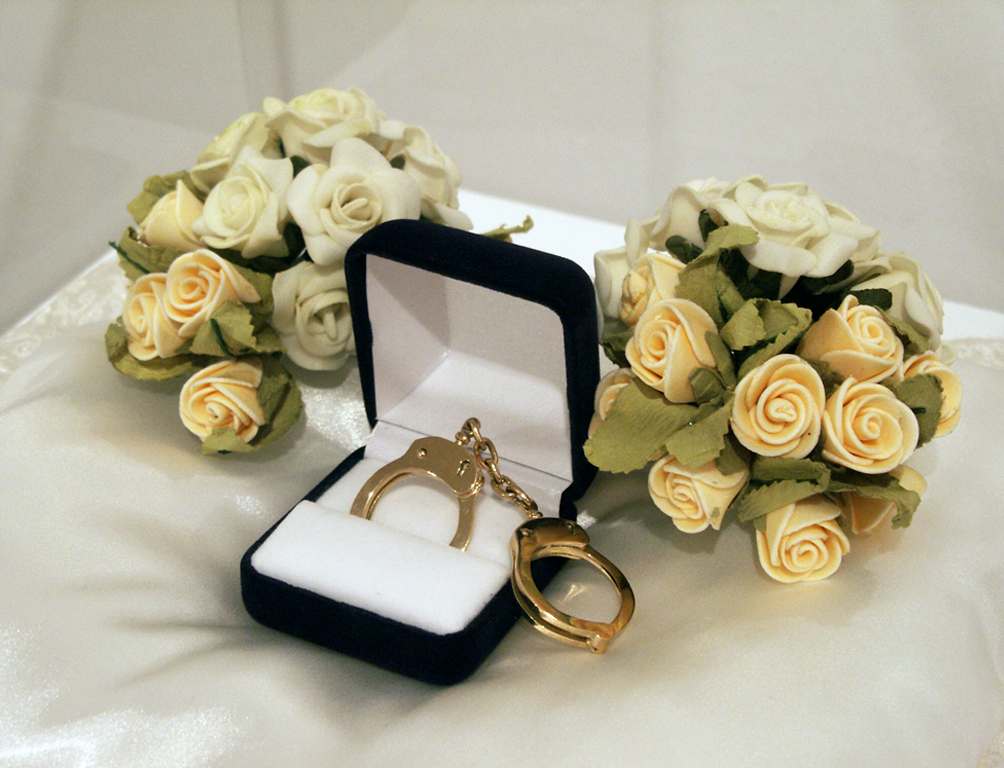
"Esposas de Matrimonio" ("Svatební pouta"), socha svatební prsten vyjadřující kritiku účinků manželství na individuální svobodu. "Esposas" je španělská hříčka, ve které se singulární forma slova "esposa" týká manžela a množného čísla se odkazuje na pouta.

Kritika manželství jsou argumenty proti praktické nebo morální hodnotě instituce manželství nebo zvláštních forem manželství. Zahrnují účinky manželství na individuální svobodu, rovnost mezi pohlavími, vztah mezi manželstvím a násilím, filozofické otázky o tom, jakou kontrolu může mít vláda nad svým obyvatelstvem, množství kontroly nad druhou osobou, finančního riziko při ohlédnutí k míře rozvodovosti a zpochybňování nutnosti mít vztah sankcionovaný vládními nebo náboženskými úřady.

## Symbolismus manželství
Někteří kritici tvrdí, že manželství bude vždy symbolickou institucí, která bude znamenat podřízenost žen k mužům. Clare Chambers poukazuje na sexistické tradice obklopující manželství a svatby:
Symbolicky, bílá svatba naznačuje, že konečný sen a účel žen je oženit se a je plný sexistických obrazů: bílé šaty, které označují panenskou nevěstu (a zdůrazňují význam jejího vzhledu), obřadník říká manželovi "můžete teď políbit nevěstu" (spíše než nevěsta, která sama uděluje svolení, nebo dokonce zahajuje nebo se alespoň aktivně účastní), hostina, na které jsou tradičně všechny projevy předkládány muži; manželka se vzdala svého vlastního jména a převzala jméno svého manžela.
Historie manželství ve vztahu k ženám činí instituci, která podle některých kritiků, nemůže a neměl být přijat v 21. století. Někteří kritici tvrdí, že není možné oddělit manželství od jeho minulosti. Clare Chambers tvrdí, že "(...) je nemožné uniknout dějinám instituce. Jeho postavení jako tradice spojuje současný význam s jeho minulostí". Zneužívání manželství v minulosti je zachyceno v některých dokumentech. Dokument pocházející z Irska představil příběh starších žen, které popisovaly své zkušenosti s opakovanými úkony znásilnění v manželství, a dětmi které se narodily z těchto znásilnění, v době kdy znásilnění v manželství nebylo kriminalizováno, antikoncepce, potraty a rozvod byly nezákonné, a ženy byly omezovány v možnostech pracovat mimo domov. V roce 1990 bylo znásilnění v manželství v Irsku postaveno mimo zákon a rozvod byl legalizován v roce 1996.

## Násilí na ženách
Kritici manželství tvrdí, že je spolupůsobícím v týrání a podmanění žen po celém světě. Společné obavy, které byly dnes vzneseny, se zaměřují na zdraví a obecný blahobyt žen, které v některých částech světa prakticky nemají v právu ani v praxi žádnou ochranu před domácím násilím v manželství. Je také téměř nemožné, aby se ženy dostaly z nevhodných vztahů. Zneužívání je podporováno tvrzením o držení a oprávněním v některých kulturách a blaho žen je oslabováno silným aktem podřízenosti. Podle Gerstela a Sarkisiana se domácké násilí, izolace a domácí práce zvyšují u žen, které uzavírají manželské smlouvy. Ty s nižšími příjmy čerpají z toho ještě méně výhod. Špatné sňatky, podle Gerstela a Sarkisiana, vedou ke zvýšení hladiny stresu, sebevraždám, hypertenzi, rakovině a pomalejšího hojení ran u žen.
Oponenti právoplatného manželství se domnívají, že manželství povzbuzuje násilí vůči ženám, a to jak v rámci manželství, jako domácím násilí a znásilnění v manželství, které jsou v některých zemích legální a tolerovány v mnohem větší míře, a prostřednictvím aktů týkajících se manželských zvyků (jako například vraždy ze cti pro odmítnutí dohodnutých sňatků, donucování obětí znásilnění, aby se oženili se svým násilníkem manželství únosem, nebo popravy pro sex mimo manželství). V některých částech světa jsou extrémní stigma na ženy, které dosáhly určitého věku a jsou ještě svobodné, často tyto ženy dožene k sebevraždě. Sebevražda je také běžnou odpovědí žen, které byly chyceny v násilných manželství, aniž by tyto sňatky mohly opustit. Ženy, které se potýkají s vyhlídkou na nucené manželství, mohou spáchat sebevraždu. Násilí a obchodování s lidmi, které souvisejí s výplatou věna a cenou nevěsty, jsou také problémy. Úmrtí žen v domácí vězení se vyskytují zejména v jihovýchodní Asii a polévání kyselinou je také důsledkem sporů týkajících se takových konfliktů.
V různých zemích mají vdaní muži pravomoc nad svými ženami. Například, manželská nařízení Jemenu říkají, že manželka musí poslouchat svého manžela a nesmí opustit domov bez jeho svolení. V Iráku mají manželé zákonné právo potrestat své manželky. Trestní zákoník uvádí, že nedošlo k žádnému zločinu, pokud byl čin spáchán při výkonu zákonného práva. Příklady zákonných práv zahrnují: "Trest manželky manželem, disciplinární řízení rodičů a učitelů dětí pod jejich pravomocí v určitých mezích stanovených zákonem nebo zvykem". V Demokratické republice Kongo zákon o rodině uvádí, že manžel je vedoucím domácnosti, manželka dluží její poslušnosti svému manželovi, manželka musí žít se svým manželem, ať se rozhodne žít kde chce, a manželky musí mít oprávnění od svého manžela aby mohly podat žalobu u soudu nebo zahájit jiné soudní řízení.
Kritici manželství argumentují, že jde o instituci, která přispívá k zachování tradičních rolí pohlaví, čímž brání ženám v dosažení sociální rovnosti a posiluje myšlenku, že ženy existují, aby sloužily mužům, což zase zvyšuje zneužívání žen. Domnívají se, že manželství posiluje tradiční paradigma vzájemného působení mužů a žen: podřízení ženy člověku výměnou za existenci. Podle Sheila Jeffreys "tradiční prvky manželství zcela nezmizely v západních společnostech, dokonce ani v případě zaměstnaných, vysoce vzdělaných a dobře placených profesionálních žen". Argumentuje tím, že i takové ženy zůstanou ve zneužívajících manželstvích ze strachu z odchodu a z povinnosti. Dokonce i v západních zemích, vdané ženy "mají pocit, že nemají jinou možnost než zůstat a vydržet a mohou" milovat, aby přežili ".
Na různých místech světa mají muži sexuální autoritu nad svými ženami, a to v právu i v praxi. Muži rozhodují, kdy a kde mají sex, a manželky nemají žádnou moc, aby zastavily nežádoucí sex. V některých zemích je manželské znásilnění legální a dokonce i tam, kde je nezákonné, je zřídka hlášeno nebo stíháno. Často vdané ženy nemohou zastavit nežádoucí těhotenství, protože v různých zemích není k dispozici moderní antikoncepce) a v některých zemích vdané ženy potřebují od manžela povolení používat antikoncepci (a dokonce i v zemích, kde manželský souhlas není právně požadován v praxi je požadován) a potrat je nezákonný nebo omezený a v některých zemích vdané ženy potřebují souhlas manžela k potratu. Proto manželství vede k situaci, která umožňuje nejen nucený sex, ale také nucené těhotenství a v některých z těchto zemí zůstává těhotenství a porod dítě nebezpečným kvůli nedostatku odpovídající zdravotní péče. Účinky sexuálního násilí uvnitř manželství jsou zhoršovány praxí dětského manželství. v roce 2013 osmiletá dívka zemřela po vnitřním krvácení poté, co ji znásilnil nový 40letý manžel. Sheila Jeffreysová tvrdí, že samotná instituce manželství je založena na myšlence, že heterosexuální sex je absolutním právem muže a absolutní povinností ženy, že muži mají nárok požadovat sex za jejich podmínek a sexuální vynucení a ženy je nikdy nesmějí odmítnout. Nedostatek ekonomických příležitostí znamená, že manželky nemají jinou možnost, než "umožnit sexuální přístup výměnou za obživu".
Násilí související se ženským panenství je dalším problémem. V mnoha částech světa je společensky očekáváno, že nevěsta je panna, a manžel po manželském sex očekává že žena bude krvácet (je možné, že žena "ne" krvácí, při prvním pohlavím styku ), pokud ne může to skončit extrémním násilím, včetně vraždy ze cti.
Společný pohled na manželský život jako "soukromý" a mimo oblast veřejné intervence umožňuje rozkvést násilí. Elizabeth Brake píše, že "soukromí" chrání nerovné rozdělení domácí práce, domácí násilí a vyloučení zdravotního pojištění pro potrat a antikoncepci. " Mary Lyndon Shanley píše, že policie často "ignoruje stížnosti na domácí násilí, protože nechtějí" zasahovat "do soukromé sféry manželského páru."

## Společenská izolace
Kritika manželství spočívá také v tom, že manželství může vést k sociální izolaci osoby, od níž se často očekává, že zmenší jiné vztahy s přáteli, příbuznými nebo kolegy, aby se plně oddala jejich manželství. Julie Bindel píše: "Možná ti, kteří nejvíce hrozí, že skončí sami, nejsou lidé, kteří se nikdy neožení, ale spíše lidé, kteří v jednom koši chytí všechna vejce. [...] věřili, že tak, že se jen potřebují navzájem, obě strany by zanedbaly přátelství, nebo dokonce nezlepšily nové." Stejně tak v konzervativních kulturách vdané ženy nemají dovoleno odejít z domova bez souhlasu manžela - zákaz, který je v mnoha z těchto zemí podporován samotným právem. Například v jemenském nařízení o manželství se uvádí, že žena musí poslouchat svého manžela a nesmí opustit domov bez jeho svolení.

## Kontrola
Kritika manželství je, že dává státu nepřiměřenou moc a kontrolu nad soukromým životem občanů. Stanovy upravující manželství jsou vypracovány státem a nikoli manželskými páry, které se podle těchto zákonů oženili. Zákony mohou být kdykoliv změněny státem bez souhlasu (nebo dokonce bez vědomí) žen. Pravidla odvozená od principů institucionalizovaného manželství představují zájmy vlád.
Kritici manželství tvrdí, že je to instituce založená na kontrole, nadvládě a vlastnictví a že pokus o kontrolu nad životem jiného člověka je nemorální a nebezpečný a státem by neměl být podporován. Claudia Card, profesorka filozofie na univerzitě Wisconsin-Madison, píše:
Zákonné práva na přístup, které mají partneři k sobě navzájem vůči sobě, majetku a životu, je pro manželku (nebo manžela) bezpředmětné, aby se bránil sám, nebo aby byl chráněn před mučením, znásilněním, stíháním, chaosem nebo vraždou druhým partnerem ... Právní sňatek tak získává státní podporu podmínkám vedoucím k vraždám a chaosu. "
Alternativu k manželství, jehož parametry jsou utvářeny státem, poskytuje model privatizovaného manželství.

## Kritika kulturních postojů týkajících se manželství
Někteří komentátoři kritizují vládní orgány za podporu manželství. Také kritizují romantizovaný obraz pocházející z filmů a románů. Více než 40% knih prodaných v Americe byly romány.
Někteří kritici tvrdí, že lidé si nemohou tvořit objektivní představu o tom, co manželství je, pokud jsou od raného dětství indoktrinování věřit že manželství je žádoucí a nezbytné.

## Diskriminace vůči určitým skupinám společnosti
Kritici manželství argumentují tím, že tato instituce představuje formu státní diskriminace ve všeobecném měřítku proti lidem, kteří se nevdají, a konkrétně proti určitým rasovým nebo etnickým skupinám, u nichž je méně pravděpodobné, že se vezmou a pravděpodobněji budou mít děti mimo manželství, jako například Afroameričané v USA - stigmatizací takových jedinců, představením jejich životního stylu jako abnormálního a popřením jejich práv. Dean Spade a Craig Willse píší:
Představa, že manželské rodiny a jejich děti jsou nadřazené, byla a zůstává klíčovým nástrojem protičernošského rasismu. Černé rodiny jsou důsledně zobrazovány jako patologické a kriminální v akademickém výzkumu a sociální politice založené na množství manželství, nejvíce v Moynihanově zprávě.

## Sexualita a zákon
Historicky bylo v mnoha kulturách manželství používáno k regulaci sexuality, spíše než souhlas, které ho upravovalo. To znamená, že sex bez manželství byl zakázán bez ohledu na souhlas, zatímco manželský sex byl vykonatelným závazkem. Od poloviny 20. století měnící se sociální normy vedly mimo jiné k de kriminalizaci sexuálního styku a kriminalizaci manželského znásilnění. Tyto změny nejsou na celém světě univerzální a v mnoha zemích k nim nedošlo. Jedním z obav o manželství je to, že může být v rozporu s pojetím sexuálního sebeurčení, kvůli kulturním, náboženským a v mnoha zemích i právním normám. Například sex mimo manželství je v některých jurisdikcích stále trestán smrtí. V roce 2014 generální tajemník Amnesty International uvedl, že "Je neuvěřitelné, že v 21. století někteří země schvalují dětské manželství a manželské znásilňování, zatímco jiné zakazují potraty, sex mimo manželství a sexuální aktivity stejného pohlaví - dokonce i trestáním smrti." Další otázkou je otázka, proč jsou vztahy, které jsou (nebo jsou považovány za) sexuální, upřednostňovány v právu, pokud jde o právní ochranu a podporu, a ty, které nejsou (nebo se domnívají, že nejsou), nejsou. To je zvláště případ, jelikož manželská míra je v mnoha západních zemích poměrně nízká a stát byl kritizován za to, že vstoupil do jiných živých uspořádání, které nejsou sexuálními vztahy; a objevily se zvýšené námitky vůči právním pojmům, jako je konzumace nebo cizoložství, o nichž kritici tvrdí, že nepatří do moderního práva.Tvrdí se, že pokud jde o rodinný život, stát by měl regulovat rodičovská práva a povinnosti rodičů, ne zaměřit se na to, zda existuje sexuální/romantický vztah mezi rodiči.

## Feministický přístup
Feminističtí aktivisté často poukazují na historické, právní a sociální nerovnosti rodinného života a rozvodu ve své kritice manželství. Sheila Cronanová tvrdila, že svoboda pro ženy "nemůže být vyhrazena bez zrušení manželství.""Instituce manželství - napsala Marlene Dixonová strany demokratických dělníků - je hlavním prostředkem pro zachování útlaku žen, je to role manželky co způsobuje podmanění žen". Andrea Dworkin uvedla, že manželství jako instituce, která se vyvíjela ze znásilnění jako praxe.